# 歐克萊爾 (密歇根州)
歐克萊爾（英語：Eau Claire，/ɔːˈklɛər/ aw-CLAIR）是位於美國密歇根州貝林縣的一個村。

## 人口
根據2020年美國人口普查的數據，歐克萊爾的面積為2.19平方千米，當中陸地面積為2.16平方千米，而水域面積為0.03平方千米。當地共有人口552人，而人口密度為每平方千米252人。